# Mesomphalia turrita
Mesomphalia turrita é uma espécie de besouro nativa do Brasil e Argentina.

## Distribuição geográfica
No Brasil o Mesomphalia turrita se distribui nos estados: Goiás, Espírito Santo, Rio de Janeiro, São Paulo, Paraná e Santa Catarina e também se distribui na Argentina.